# 조나탕 나니자야모
조나탕 나니자야모(프랑스어: Jonathan Nanizayamo, 1992년 2월 21일 ~ )는 프랑스의 축구 선수이다. 현재 룩셈부르크 내셔널디비전의 유니온 티투스 페탕주에서 뛰며 포지션은 스트라이커다. K리그 등록명은 나니다. 나니자야모는 부룬디와 콩고 민주 공화국의 가정 사이에서 태어났다. 그의 동생인 앙제 나니자야모도 또한 축구 선수다.

## 축구인 경력

### 클럽 경력
스페인 레알 소시에다드의 유소년 팀을 거쳐 2010년 B 팀에 데뷔하였다.
2017년 7월, K리그 클래식의 강원 FC에 입단하였다.